# Leptasthenura andicola
Leptasthenura andicola là một loài chim trong họ Furnariidae.